# 朱寘鐇
朱寘鐇（1453年—1510年），慶靖王朱㮵曾孫，祖父為慶靖王庶第三子安化恭懿王朱秩炵。封安化王，後因發動安化王之亂被賜死，爵除。

## 生平
朱寘鐇是安化王庶出长子（此处长子为郡王世子封号）朱邃墁及其正妻杨氏的儿子。朱寘鐇因祖母葬地不吉，请迁韦州螺山祖茔之侧，获准。当初朱邃墁死后，杨氏水浆不入口七日，与之同死。因朱寘鐇奏请，赐杨氏坊名贞节，并与之敕书。
朱寘鐇性情狂诞，與當地軍事官員相交甚熟。正德五年（1510年），皇帝派大理少卿周东在寧夏屯田，其因諂媚刘瑾，斂財巨多，為戍邊士兵所憤。當時巡抚都御史安惟学屢次侮辱士兵妻子，部隊將領十分憤怒。后朱寘鐇知道眾怒，命孙景文召開宴會，其間用語言刺激，諸位武臣多願意跟從朱寘鐇。朱寘鐇設大宴邀請巡撫各位官員，當時周东、安惟学兩人沒有赴宴。朱寘鐇派兵直入，殺死姜汉、李增、邓广等人，并派遣部隊在公署殺周东、安惟学。此後焚燒官府，釋放囚徒，撤離黃河渡船。并派人招杨英、仇钺，并擅自分封官職，命孙景文以討伐刘瑾為名起草檄文。
當時陝西總兵曹雄聽到叛變，派遣指揮使黄正鎮守靈州，其他各部則紛紛派遣部隊。當時楊英、仇鉞派兵殺死周昂，并派親兵進入，逮捕朱寘鐇，其餘數人接獲。
明武宗令诸王等商议处置朱寘鐇。瀋王朱幼㙾、秦王朱惟焯等都认为朱寘鐇应该和子孙一起弃市以谢祖宗。奏书到后，又下法司会同百官详议，最后请求将朱寘鐇押赴文华门外，由武宗亲自问讯。武宗御文华殿，皇亲、公侯、驸马、伯、府部大臣及六科十三道依次跪奏称朱寘鐇大逆不道，请求按诸王商议将其正法。武宗同意，仅念朱寘鐇是宗室，令其自尽，焚弃其尸，其子孙朱台溍等五人仍严格囚禁于西内。
朱寘鐇被賜死，削爵位，時年五十八歲。兒子朱台溍等人都被處死。孫朱鼒材逃出，削髮為僧，被僧人欺凌而告官，身份被浣衣局的安化宮人左宝瓶揭穿，武宗念其自归，免死，安置凤阳。
另隐士孙一元据说是改名换姓避难的朱寘鐇族人。

## 家庭

### 妻
- 施氏，初冊為安化長孫夫人，弘治五年（1492年）冊為安化王妃[5]。

### 子孫
- 子：朱台濎
- 子：鎮國將軍朱台溍[6]
  - 孫：朱鼒[7]
  - 孫：朱鼒栝[8]
  - 孫：朱鼒杌[9]
  - 孫：朱鼒材[10]